# Ondřej Wachtfeidl
Ondřej Wachtfeidl (18. ledna 1889 Kvítkovice – ???) byl český a československý politik, poslanec Revolučního národního shromáždění za agrárníky.

## Biografie
Působil jako zemský účetní rada.
Zasedal v Revolučním národním shromáždění za Republikánskou stranu československého venkova. Mandát nabyl až v únoru 1920. Profesí byl rolníkem.